# Жіночий гран-прі (теніс) 1971
Pepsi-Cola Grand Prix 1971 - серія тенісних турнірів під егідою International Lawn Tennis Federation, що була попередницею теперішніх Світового туру ATP і Туру WTA. Складалась з чотирьох турнірів Великого шолома і відкритих турнірів, визнаних ILTF. У цій статті представлено всі турніри, що відбулись в рамках тогорічного Жіночого гран-прі.

## Графік
Легенда
| Турніри групи A    |
| Турніри групи B    |
| Турніри групи C    |
| Турніри групи D    |
| Grand Prix Masters |
| Командні змагання  |

### Травень
| Тиждень   | Турнір                                                                                       | Чемпіонка                                    | Фіналістка                     | Півфіналістки                                             | Чвертьфіналістки                                      |
| --------- | -------------------------------------------------------------------------------------------- | -------------------------------------------- | ------------------------------ | --------------------------------------------------------- | ----------------------------------------------------- |
| 10 травня | Bio–Strath London Hard Court Championships Лондон (Англія)                                   | Маргарет Корт 6–0, 6–3                       | Франсуаза Дюрр                 | Жель Шанфро Вірджинія Вейд                                | Джулі Гелдман Нелл Трумен Джуді Далтон Розмарі Казалс |
| 10 травня | Bio–Strath London Hard Court Championships Лондон (Англія)                                   | Розмарі Казалс Біллі Джин Кінг 6–1, 6–4      | Маргарет Корт Івонн Гулагонг   | Жель Шанфро Вірджинія Вейд                                | Джулі Гелдман Нелл Трумен Джуді Далтон Розмарі Казалс |
| 17 травня | Rothmans Open Hard Court Championships of Britain Борнмут (Англія).\| Маргарет Корт 7–5, 6–1 | Івонн Гулагонг                               | Франсуаза Дюрр Mary–Ann Curtis |                                                           |                                                       |
| 17 травня | Rothmans Open Hard Court Championships of Britain Борнмут (Англія).\| Маргарет Корт 7–5, 6–1 | Mary–Ann Curtis Франсуаза Дюрр 6–3, 5–7, 6–4 | Франсуаза Дюрр Mary–Ann Curtis | Маргарет Корт Івонн Гулагонг                              |                                                       |
| 23 травня | Grand Prix German Open Гамбург (Західна Німеччина).\| Біллі Джин Кінг 6–3, 6–2               | Гельга Мастгофф                              | Гельга Гесль Розмарі Казалс    | Гайде Орт Валері Зігенфусс Савамацу Кадзуко Керрі Мелвілл |                                                       |
| 23 травня | Grand Prix German Open Гамбург (Західна Німеччина).\| Біллі Джин Кінг 6–3, 6–2               | Розмарі Казалс Біллі Джин Кінг 6–2, 6–1      | Гельга Гесль Розмарі Казалс    | Гайде Орт Валері Зігенфусс Савамацу Кадзуко Керрі Мелвілл | Гельга Мастгофф Гайде Орт                             |
| 24 травня | Відкритий чемпіонат Франції Париж (Франція) Ґрунт – 32S/16D                                  | Івонн Гулагонг 6–3, 7–5                      | Гелен Гурлей Cawley            | Марейке Схар Ненсі Річі                                   | Франсуаза Дюрр Жель Шанфро Лінда Туеро Леслі Боурі    |
| 24 травня | Відкритий чемпіонат Франції Париж (Франція) Ґрунт – 32S/16D                                  | Жель Шанфро Франсуаза Дюрр 6–4, 6–1          | Гелен Гурлей Керрі Гарріс      | Марейке Схар Ненсі Річі                                   | Франсуаза Дюрр Жель Шанфро Лінда Туеро Леслі Боурі    |

### Червень
| Тиждень   | Турнір                                                      | Чемпіонка                               | Фіналістка                       | Півфіналістки                 | Чвертьфіналістки                                  |
| --------- | ----------------------------------------------------------- | --------------------------------------- | -------------------------------- | ----------------------------- | ------------------------------------------------- |
| 14 червня | Queen's Club Championships Лондон (Англія). Трава – 64S/32D | Маргарет Корт 6–3, 3–6, 6–3             | Біллі Джин Кінг                  | Розмарі Казалс Вірджинія Вейд | Крісті Піджон Гелен Гурлей                        |
| 14 червня | Queen's Club Championships Лондон (Англія). Трава – 64S/32D | Розмарі Казалс Біллі Джин Кінг 6–2, 8–6 | Mary–Ann Curtis Валері Зігенфусс | Розмарі Казалс Вірджинія Вейд | Крісті Піджон Гелен Гурлей                        |
| 21 червня | Вімблдон Championships Лондон (Англія). Трава – 128S/32D    | Івонн Гулагонг 6–4, 6–1                 | Маргарет Корт                    | Біллі Джин Кінг Джуді Далтон  | Ненсі Річі Вінні Шоу Франсуаза Дюрр Керрі Мелвілл |
| 21 червня | Вімблдон Championships Лондон (Англія). Трава – 128S/32D    | Розмарі Казалс Біллі Джин Кінг 6–3, 6–2 | Маргарет Корт Івонн Гулагонг     | Біллі Джин Кінг Джуді Далтон  | Ненсі Річі Вінні Шоу Франсуаза Дюрр Керрі Мелвілл |

### Липень
| Тиждень  | Турнір                                                                    | Чемпіонка                                   | Фіналістка                        | Півфіналістки                    | Чвертьфіналістки                                                      |
| -------- | ------------------------------------------------------------------------- | ------------------------------------------- | --------------------------------- | -------------------------------- | --------------------------------------------------------------------- |
| 5 липня  | Swedish Open Бостад (Швеція) Ґрунт – 32S/32D                              | Гельга Мастгофф 4–6, 6–1, 6–3               | Інгрід Бентцер                    | Крістіна Сандберг Лінда Туеро    | Ana María Pinto Bravo Гайде Орт Ann-Charlotte Dahlberg Оділь де Рубен |
| 5 липня  | Swedish Open Бостад (Швеція) Ґрунт – 32S/32D                              | Гельга Мастгофф Гайде Орт 6–2, 6–1          | Ana María Pinto Bravo Лінда Туеро | Крістіна Сандберг Лінда Туеро    | Ana María Pinto Bravo Гайде Орт Ann-Charlotte Dahlberg Оділь де Рубен |
| 5 липня  | Green Shield Open Welsh Championships Ньюпорт (Уельс) Трава – S32/D16     | Вірджинія Вейд 6–3, 6–4                     | Джуді Тегарт-Далтон               | Вінні Шоу Гелен Гурлей           |                                                                       |
| 5 липня  | Green Shield Open Welsh Championships Ньюпорт (Уельс) Трава – S32/D16     | Гелен Гурлей Керрі Гарріс 6–3, 8–6          | Жель Шанфро Вінні Шоу             | Вінні Шоу Гелен Гурлей           |                                                                       |
| 5 липня  | Відкритий чемпіонат Швейцарії Гштаад, Швейцарія Clay – S32/D16            | Франсуаза Дюрр 6–3, 6–3                     | Леслі Гант                        | Марейке Схар Alena Palmeová-West | Леа Періколі Фіорелла Боніселлі Сільвія Гублер Лаура Россоув          |
| 5 липня  | Відкритий чемпіонат Швейцарії Гштаад, Швейцарія Clay – S32/D16            | Бренда Кірк Лаура Россоув 8–6, 6–3          | Франсуаза Дюрр Леа Періколі       | Марейке Схар Alena Palmeová-West | Леа Періколі Фіорелла Боніселлі Сільвія Гублер Лаура Россоув          |
| 12 липня | Rothmans North of England Championships Гойлейк (Англія). Трава – 32S/16D | Біллі Джин Кінг 6–3, 6–3                    | Розмарі Казалс                    | Маргарет Корт Патті Гоган        |                                                                       |
| 12 липня | Rothmans North of England Championships Гойлейк (Англія). Трава – 32S/16D | Розмарі Казалс Біллі Джин Кінг без боротьби | Маргарет Корт Івонн Гулагонг      | Маргарет Корт Патті Гоган        |                                                                       |

### Серпень
| Тиждень  | Турнір                                                              | Чемпіонка                             | Фіналістка                | Півфіналістки            | Чвертьфіналістки |
| -------- | ------------------------------------------------------------------- | ------------------------------------- | ------------------------- | ------------------------ | ---------------- |
| 2 серпня | Cincinnati Open Цинциннаті (США) Хард – 32S/16D                     | Вірджинія Вейд 6–3, 6–3               | Лінда Туеро               |                          |                  |
| 2 серпня | Cincinnati Open Цинциннаті (США) Хард – 32S/16D                     | Гелен Гурлей Керрі Гарріс 6–4, 6–4    | Жель Шанфро Вінні Шоу     |                          |                  |
| 9 серпня | Women's Clay Court Championships Індіанаполіс (США) Ґрунт – 32S/16D | Біллі Джин Кінг 6–4, 7–5              | Лінда Туеро               | Гелен Гурлей Жель Шанфро |                  |
| 9 серпня | Women's Clay Court Championships Індіанаполіс (США) Ґрунт – 32S/16D | Джуді Далтон Біллі Джин Кінг 6–1, 6–2 | Джулі Гелдман Лінда Туеро | Гелен Гурлей Жель Шанфро |                  |

### Вересень
| Тиждень   | Турнір                                                             | Чемпіонка                                   | Фіналістка                 | Півфіналістки            | Чвертьфіналістки                                         |
| --------- | ------------------------------------------------------------------ | ------------------------------------------- | -------------------------- | ------------------------ | -------------------------------------------------------- |
| 1 вересня | Eastern Grass Court Championships Іст-Орандж (США) Трава – 64S/32D | Кріс Еверт 6–4, 6–0                         | Гелен Гурлей               |                          |                                                          |
| 1 вересня | Eastern Grass Court Championships Іст-Орандж (США) Трава – 64S/32D | Cancelled                                   |                            |                          |                                                          |
| 2 вересня | Відкритий чемпіонат США Нью-Йорк (США) Трава – 128S/32D            | Біллі Джин Кінг 6–4, 7–6                    | Розмарі Казалс             | Кріс Еверт Керрі Мелвілл | Лора Дюпонт Джойс Вільямс Леслі Гант Джуді Тегарт-Далтон |
| 2 вересня | Відкритий чемпіонат США Нью-Йорк (США) Трава – 128S/32D            | Розмарі Казалс Джуді Тегарт-Далтон 6–3, 6–3 | Жель Шанфро Франсуаза Дюрр | Кріс Еверт Керрі Мелвілл | Лора Дюпонт Джойс Вільямс Леслі Гант Джуді Тегарт-Далтон |

### Жовтень
| Тиждень  | Турнір                                                               | Чемпіонка                                   | Фіналістка                   | Півфіналістки | Чвертьфіналістки |
| -------- | -------------------------------------------------------------------- | ------------------------------------------- | ---------------------------- | ------------- | ---------------- |
| 1 жовтня | Embassy British Indoor Championships Лондон (Англія). Килим– 32S/16D | Біллі Джин Кінг 6–1, 6–2                    | Розмарі Казалс               |               |                  |
| 1 жовтня | Embassy British Indoor Championships Лондон (Англія). Килим– 32S/16D | Франсуаза Дюрр Вірджинія Вейд 3–6, 7–5, 6–3 | Івонн Гулагонг Джулі Гелдман |               |                  |